# Velika nagrada Deauvilla 1936
Velika nagrada Deauvilla 1936 je bila dvanajsta neprvenstvena dirka za Veliko nagrado v sezoni 1936. Odvijala se je 19. julija 1936 v francoskem mestu Deauville. Dirko sta zaznamovali smrtni nesreči francoskih dirkačev, Marcela Lehouxa in Alberta Chambosta, zaradi česar ozka ulična steza ni nikoli več gostila dirk. 

## Poročilo

### Pred dirko
Dirka je potekala po ulicah Deauvilla, več dirkačem so se zdele ozke ulice zelo nevarne za dirkanje. 

### Dirka
René Dreyfus, ki je osvojil najboljši štartni položaj, je moral odstopiti že v četrtem krogu zaradi okvare motorja. V sedmem krogu je Albert Chambost doživel hudo nesrečo, za posledicami katere je umrl nekaj dni kasneje v bolnišnici. Proti koncu dirke je Giuseppe Farina, ki je vodil pred Jean-Pierrom Wimillom in Marcelom Lehouxom, želel za krog prehiteti Lehouxa. Pri tem sta trčila, Farina je utrpel le manjše poškodbe, Lehouxov dirkalnik pa je prevrnilo, nato pa se je še vžgal. Lehoux je bil na mestu mrtev. Dirko so končali le trije dirkači, Wimille, Charlie Martin in José María de Villapadierna. 

### Po dirki
Ulična steza po Deauvillu ni nikoli več gostila kakšne dirke. 

## Rezultati

### Dirka
| Poz | Št | Dirkač                      | Moštvo                     | Dirkalnik        | Krogi | Čas/Odstop     | Št. m. |
| --- | -- | --------------------------- | -------------------------- | ---------------- | ----- | -------------- | ------ |
| 1   | 14 | Jean-Pierre Wimille         | Automobiles Ettore Bugatti | Bugatti T59      | 100   | 2:57:44,0      | 3      |
| 2   | 6  | Charlie Martin              | Privatnik                  | Alfa Romeo P3    | 100   | + 1:27,6       | 11     |
| 3   | 10 | José María de Villapadierna | Scuderia Villapadierna     | Alfa Romeo P3    | 100   | + 2:03,6       | 7      |
| Ods | 18 | Raymond Sommer              | Privatnik                  | Alfa Romeo P3    | 80    | Zadnje vpetje  | 4      |
| Ods | 28 | Giuseppe Farina             | Scuderia Ferrari           | Alfa Romeo 8C-35 | 59    | Trčenje        | 2      |
| Ods | 22 | Marcel Lehoux               | Privatnik                  | ERA B            | 58    | Smrtna nesreča | 6      |
| Ods | 12 | Robert Benoist              | Automobiles Ettore Bugatti | Bugatti T59      | 56    | Trčenje        | 8      |
| Ods | 16 | Philippe Étancelin          | Automobiles Ettore Bugatti | Bugatti T51      | 45    |                | 10     |
| Ods | 4  | Austin Dobson               | Privatnik                  | Alfa Romeo P3    | 20    | Trčenje        | 5      |
| Ods | 24 | Albert Chambost             | Privatnik                  | Maserati 8CM     | 7     | Smrtna nesreča | 9      |
| Ods | 30 | René Dreyfus                | Scuderia Ferrari           | Alfa Romeo 8C-35 | 4     | Motor          | 1      |
| DNA | 2  | Thomas Cholmondeley-Tapper  | Privatnik                  | Maserati 8CM     |       |                |        |
| DNA | 8  | Raph                        | Privatnik                  | Maserati V8RI    |       |                |        |
| DNA | 20 | Frederick McEvoy            | Privatnik                  | Maserati 6CM     |       |                |        |
| DNA | 26 | Jean Delorme                | Privatnik                  | Bugatti T51      |       |                |        |